# Intel Xeon

Logo der Xeon-Core-Reihe von 2009 bis 2011

Xeon ist der Markenname von Server- und Workstationprozessoren von Intel. Diese basieren auf den zum jeweiligen Zeitpunkt aktuellen Varianten der Desktopprozessoren und damit auf verschiedenen Mikroarchitekturen.
Neben CPUs unter dem Namen Xeon werden seit 2012 auch GPUs unter dem Namen Intel Xeon Phi angeboten, welche auf der früher als Larrabee vorgestellten Architektur basieren.

## Generationen
|         | 1- oder 2-Sockel-Systeme 3000/5000/E3/E5-1xxx und 2xxx/E7-2xxx | 1- oder 2-Sockel-Systeme 3000/5000/E3/E5-1xxx und 2xxx/E7-2xxx | 1- oder 2-Sockel-Systeme 3000/5000/E3/E5-1xxx und 2xxx/E7-2xxx | 4- oder 8-Sockel-Systeme 7000/E5-4xxx/E7-4xxx und 8xxx | 4- oder 8-Sockel-Systeme 7000/E5-4xxx/E7-4xxx und 8xxx | 4- oder 8-Sockel-Systeme 7000/E5-4xxx/E7-4xxx und 8xxx |
| Prozess | Codename                                                       | Anzahl Kerne                                                   | Erschienen                                                     | Codename                                               | Anzahl Kerne                                           | Erschienen                                             |
| ------- | -------------------------------------------------------------- | -------------------------------------------------------------- | -------------------------------------------------------------- | ------------------------------------------------------ | ------------------------------------------------------ | ------------------------------------------------------ |
| 250 nm  |                                                                |                                                                |                                                                | Drake                                                  | 1                                                      | Jun 1998                                               |
| 250 nm  | Tanner                                                         | 1                                                              | Mär 1999                                                       |                                                        |                                                        |                                                        |
| 180 nm  | Cascades                                                       | 1                                                              | Okt 1999                                                       |                                                        |                                                        |                                                        |
| 180 nm  | Foster                                                         | 1                                                              | Mai 2001                                                       | Foster MP                                              | 1                                                      | Mär 2002                                               |
| 130 nm  | Prestonia                                                      | 1                                                              | Feb 2002                                                       |                                                        |                                                        |                                                        |
| 130 nm  | Gallatin                                                       | 1                                                              | Mär 2003                                                       | Gallatin MP                                            | 1                                                      | Nov 2002                                               |
| 090 nm  | Nocona                                                         | 1                                                              | Jun 2004                                                       |                                                        |                                                        |                                                        |
| 090 nm  | Irwindale                                                      | 1                                                              | Feb 2005                                                       | Cranford                                               | 1                                                      | Mär 2005                                               |
| 090 nm  |                                                                |                                                                |                                                                | Potomac                                                | 1                                                      | Mär 2005                                               |
| 090 nm  | Paxville                                                       | 2                                                              | Okt 2005                                                       | Paxville MP                                            | 2                                                      | Dez 2005                                               |
| 065 nm  | Dempsey                                                        | 2                                                              | Mai 2006                                                       |                                                        |                                                        |                                                        |
| 065 nm  | Sossaman                                                       | 2                                                              | Mär 2006                                                       |                                                        |                                                        |                                                        |
| 065 nm  | Woodcrest                                                      | 2                                                              | Jun 2006                                                       | Tulsa                                                  | 2                                                      | Aug 2006                                               |
| 065 nm  | Conroe                                                         | 2                                                              | Okt 2006                                                       |                                                        |                                                        |                                                        |
| 065 nm  | Clovertown                                                     | 4                                                              | Nov 2006                                                       |                                                        |                                                        |                                                        |
| 065 nm  | Allendale                                                      | 2                                                              | Jan 2007                                                       |                                                        |                                                        |                                                        |
| 065 nm  | Kentsfield                                                     | 4                                                              | Jan 2007                                                       | Tigerton                                               | 2                                                      | Sep 2007                                               |
| 045 nm  | Wolfdale DP                                                    | 2                                                              | Nov 2007                                                       |                                                        |                                                        |                                                        |
| 045 nm  | Harpertown                                                     | 4                                                              | Nov 2007                                                       |                                                        |                                                        |                                                        |
| 045 nm  | Wolfdale                                                       | 2                                                              | Feb 2008                                                       |                                                        |                                                        |                                                        |
| 045 nm  | Yorkfield                                                      | 4                                                              | Mär 2008                                                       | Dunnington                                             | 4/6                                                    | Sep 2008                                               |
| 045 nm  | Nehalem-EP                                                     | 2/4                                                            | Mär 2009                                                       |                                                        |                                                        |                                                        |
| 045 nm  | Bloomfield                                                     | 4                                                              | Mär 2009                                                       |                                                        |                                                        |                                                        |
| 045 nm  | Beckton (65xx)                                                 | 4/6/8                                                          | Mär 2010                                                       | Beckton (75xx)                                         | 4/6/8                                                  | Mär 2010                                               |
| 032 nm  | Westmere-EX (E7-2xxx)                                          | 6/8/10                                                         | Apr 2011                                                       | Westmere-EX (E7-4xxx/8xxx)                             | 6/8/10                                                 | Apr 2011                                               |
| 032 nm  | Sandy Bridge-EP                                                | 2/4/6/8                                                        | Mär 2012                                                       | Sandy Bridge-EP (E5-46xx)                              | 4/6/8                                                  | Mai 2012                                               |
| 022 nm  | Ivy Bridge (E3 v2/E5-1xxx/2xxx v2)                             | 2/4/.../10/12                                                  | Sep 2013                                                       | Ivy Bridge-EP (E5-46xx v2)                             | 4/6/8/10/12                                            | Mär 2014                                               |
| 022 nm  | Ivy Bridge-EX (E7-28xx v2)                                     | 12/15                                                          | Feb 2014                                                       | Ivy Bridge-EX (E7-48xx/88xx v2)                        | 6/8/10/12/15                                           | Feb 2014                                               |
| 022 nm  | Haswell (E3 v3/E5-1xxx/2xxx v3)                                | 2/4/.../16/18                                                  | Sep 2014                                                       | Haswell-EP (E5-46xx v3)                                | 6/10/12/.../16/18                                      | Jun 2015                                               |
| 022 nm  |                                                                |                                                                |                                                                | Haswell-EX (E7-48xx/88xx v3)                           | 4/8/10/.../16/18                                       | Mai 2015                                               |
| 014 nm  | Broadwell (E3 v4/E5-1xxx/2xxx v4)                              | 4/6/.../20/22                                                  | Jun 2015                                                       |                                                        |                                                        |                                                        |
| 014 nm  | Skylake-DT (E3 v5)                                             | 4                                                              | Okt 2015                                                       |                                                        |                                                        |                                                        |
| 014 nm  | Kaby Lake (E3 v6)                                              | 4                                                              | Mär 2017                                                       |                                                        |                                                        |                                                        |
| 014 nm  | Skylake-SP, Xeon W, Xeon D-21xx                                | 4/6/8/10/12                                                    | Jul 2017                                                       | Skylake-SP 1. Gen                                      | 4/6/.../26/28                                          | Jul 2017                                               |
| 014 nm  | Coffee Lake (Xeon E-21xx)                                      | 6                                                              | Apr 2018                                                       |                                                        |                                                        |                                                        |
| 014 nm  | Coffee Lake (Xeon E-22xx)                                      | 8                                                              | Apr 2019                                                       |                                                        |                                                        |                                                        |
| 014 nm  | Cascade Lake-SP/AP 2. Gen.                                     | 4/6/.../26/28/56                                               | Apr 2019                                                       | Cooper Lake-SP 3. Gen.                                 | 16/18/20/24/28                                         | Jul 2020                                               |
| 10 nm   | Ice Lake-SP/W                                                  | 8–40                                                           | Apr 2021                                                       |                                                        |                                                        |                                                        |
| 10 nm   | Ice Lake-D                                                     | 2–20                                                           | Q1 2022                                                        |                                                        |                                                        |                                                        |
| 10 nm   | Sapphire Rapids                                                | 6–56                                                           | Jan 2023                                                       | Sapphire Rapids                                        | 8–60                                                   |                                                        |
| 10 nm   | Emerald Rapids                                                 | 6–64                                                           | Dez 2023                                                       |                                                        |                                                        |                                                        |

Die Marke Xeon für (Mehrsockel)-Server-Prozessoren wurde 1998 eingeführt. Sie ersetzte damals die Serversysteme, die noch auf dem Pentium Pro basierten.
Die erste Generation war ein für den Mehrsockelbetrieb erweiterter Pentium-II ab 400 MHz Taktfrequenz mit eigenem Slot 2 und eigenen Chipsätzen.
Die zweite Generation (Intel Xeon (NetBurst)) kam im Mai 2001 auf den Markt. Sie basierte auf der NetBurst-Mikroarchitektur und somit auf dem Pentium 4. Auch hier kamen eigene Sockel zum Einsatz, zusätzlich erschienen in dieser Generation erstmals Doppelkernprozessoren.
Die dritte Generation (Intel Xeon (Core)) wurde im Oktober 2006 eingeführt. Sie hatte die Core-Mikroarchitektur als Grundlage und als Desktoppendants die Core-2-Serie. Erstmals gab es nun Xeon-UP-Modelle für Einzelprozessorsysteme und Vierkernprozessoren, später sogar Modelle mit sechs Kernen.
Die vierte Generation, siehe Intel Xeon (Nehalem), wurde im März 2009 auf den Markt gebracht und basiert auf der Nehalem-Mikroarchitektur. Das entsprechende Gegenstück im Desktopmarkt ist damit der Core i7.
2010 erschien ein Shrink des Nehalem von 45 nm auf 32 nm Strukturbreite mit dem Codenamen „Westmere“ und kleinen Verbesserungen in der Mikroarchitektur. Die Westmere-EP-Varianten für maximal Dual-Socket-Maschinen verwenden das Nehalem-Namensschema, für die Westmere-EX-Varianten (vier und mehr Sockel) wurde das Namensschema umgestellt, sie erschienen mit der Bezeichnung Xeon E7 und einem vierstelligen Produktcode.
Die fünfte Generation war ab Januar 2011 erhältlich und basiert auf der Sandy-Bridge-Mikroarchitektur. Der zu Grunde liegende Desktop-Prozessor ist der Intel Core i7, zweite Generation. Die Sandy-Bridge-Xeon-Familie wird je nach Leistungsfähigkeit Xeon E3 (Ein-Sockel-Varianten) oder Xeon E5 genannt.
Ende 2012 erschien wieder ein Shrink (von 32 auf 22 nm Strukturbreite) mit dem Codenamen Ivy Bridge. Die Ivy-Bridge-Varianten des Intel Xeon wurden E3 v2 und E5 v2 genannt, es erschienen Varianten mit mehr Cores unter dem Namen E7 (v2).
Ebenfalls Ende 2012 tauchte eine neue Produktlinie unter dem Markennamen Xeon auf, die Intel-Xeon-Phi-Rechenbeschleunigerkarten, die zuvor unter dem Projektnamen Larrabee gelaufen waren und ursprünglich Grafikprozessoren hätten werden sollen. Sie folgen dem „MIC“-Konzept (Many Integrated Cores), d. h., es werden viele einfache Prozessorkerne in einem Prozessorcluster verschaltet.
Die sechste Generation erschien 2013, siehe Intel Xeon (Haswell). Sie basiert auf der in 22 nm Strukturbreite gefertigten Haswell-Mikroarchitektur. Die Xeon-Prozessorkürzel lauten E3 v3, E5 v3 bzw. E7 v3, wobei mit dem E7 v3 die Core-Anzahl nochmals gesteigert wurde. Für die Mehr-Sockel-Konfiguration ist dies immer noch die aktuelle Xeon-Baureihe.
Eingeführt im Juni 2015 ist Xeon E3-12xx v4 die erste Xeon-Serie, die auf der Broadwell-Mikroarchitektur basiert, die Strukturbreite sinkt dabei von 22 nm auf 14 nm, womit sich die Energieeffizienz verbessert. Es kommt wie bei der Vorgänger-Generation der LGA1150-Sockel zum Einsatz. Bisher sind damit nur CPUs für den Single-Socket-Einsatz mit 4 Kernen verfügbar. Hauptunterschied zwischen Desktop- und Server-Versionen ist die Unterstützung von ECC-Speicher in den Xeon-CPUs.
Ende des ersten Quartals 2016 erschien die Xeon E5-2xxx v4 Serie, wieder basierend auf der Broadwell-Mikroarchitektur, sie wird auch Broadwell-EX-Serie genannt. Es handelt sich hierbei um E5 v4-Xeons, die für Mehrsockel-Systeme geeignet sind, siehe Intel Xeon (Broadwell). Da sie Sockel-kompatibel zu Xeon-Haswell-Systemen (LGA-2011v3-Sockel) sind, ist ein einfaches Upgrade dieser Systeme möglich.
Eingeführt im Oktober 2015 ist Xeon E3-12xx v5 die erste Intel Xeon (Skylake)-Serie, die auf der Skylake-Mikroarchitektur basiert, die Strukturbreite bleibt dabei bei 14 nm. Es werden neue LGA1151-Sockel verwendet, die mit den Desktop-Core i5/i7-Prozessoren (Skylake) eingeführt wurden. Bisher sind damit nur Single-Socket und 4 Kerne verfügbar. Hauptunterschied zwischen Desktop- und Server-Versionen ist die Unterstützung von ECC-Speicher in den Xeon-CPUs. Dieser ist nun DDR4-Speicher. Erstmals stehen auch Xeon E3-1500M für Laptops mit ECC zur Verfügung.
Im März 2017 werden die ersten Xeon E3 v6 Varianten der Intel Xeon (Kaby Lake)-Generation verkauft. Intel hat damit gleichzeitig 3 Generationen Xeon E3-Prozessoren im Angebot. Alle drei Generationen (Broadwell, Skylake und Kaby Lake) werden in 14 nm-Lithografie-Prozessen hergestellt, Intel hat damit seine Tick-Tock-Entwicklungsstrategie verlassen, die Kaby Lake-Generation wird eine Optimierung des 14 nm-Prozesses genannt. Skylake E3 und Kaby Lake sind Sockel- und Board-kompatibel, da sie dieselben Chipsätze nutzen.
Die Skylake-Serverprozessoren, genannt Scalable Processor (vorher auch als Skylake-EP/EX bezeichnet) erscheinen Juli 2017. Es handelt sich dabei um NUMA-Prozessoren mit AVX-512-SIMD-Erweiterungen, sie unterstützen bis zu 8 Prozessoren in einer Maschine.
Die zeitliche Abfolge des Erscheinens dokumentiert deutlich, dass die E3-Xeons mit den Core-i-Varianten der entsprechenden Generation technisch viel ähnlicher sind als mit den E5/E7 bzw. SP-Servervarianten.
Im April 2018 erscheinen zwei Mobilprozessoren der Coffee-Lake-Baureihen, genannt Xeon E, womit das Namensschema mit E3 offenbar verlassen worden ist. Im Unterschied zu bisherigen Generationen haben diese Ein-Prozessor-Varianten nun 6 Kerne statt bisher 4.
Im April 2019 erscheinen die Nachfolgebaureihen zur Skylake-Server Serie, Xeon Cascade Lake, die Sockel-kompatibel mit ihren Vorgängern sind (Purley-Server-Plattform). Neu sind die VNNI-AVX-512-Instruktionen für Deep-Learning-Anwendungen sowie ein Multi-Chip-Modul aus zwei ICs für Höchstleistungsrechner.
Im Juli 2020 erscheint die dritte Generation der „Scalable Processors“ (SP), Codename Cooper Lake. Diese CPUs sind erweiterte Cascade-Lake-Prozessoren, die als fast einzige Neuigkeit die Unterstützung des „bfloat16“-Daten-Formats in einigen Instruktionen zum Training von Neuronalen Netzen mitbringen. Etwas schnellerer DDR4-Hauptspeicher wird unterstützt und die Anzahl der UPI-Verbindungen zwischen den Sockeln auf maximal 6 verdoppelt. Diese CPUs sind nur teure 4- oder 8-Sockel-Server gedacht.
Ebenfalls der dritten Generation der „Scalable Processor“ zugerechnet werden die Xeons der Ice-Lake-Generation, obwohl diese die ersten Xeon-Vertreter aus der 10-nm-Fertigung mit Intel-Ice-Lake-Mikroarchitektur sind.
Die vierte Generation der „Scalable Processors“, der Intel Xeon (Sapphire Rapids)  wird am 10. Januar 2023 mit einem Jahr Verspätung angekündigt. Ebenfalls aus der 10-nm- oder Intel 7 Fertigung folgt sie den Ice-Lake und Cooper Lake Baureihen nach, neue Mikroarchitektur, neuer Sockel, neue UPI-Version, 8 Hauptspeicherkanäle, PCIe 5.0 und viele Neuerungen mehr.
Nach nicht einmal einem Jahr wird am 14. Dezember 2023 die fünfte Generation der „Scalable Processors“, der Intel Xeon (Emerald Rapids) vorgestellt. Ähnlich wie zwischen Cascade Lake und Cooper Lake handelt es sich dabei um einen Zwischenschritt: gleiche Mikroarchitektur und gleicher Fertigungsprozess, nur die 1-2 Sockel Versionen sind hier enthalten, Chiplet-Aufbau und Anzahlen / Leistungswerte sind unterschiedlich. Der Nach-Nachfolger Sierra-Forrest mit neuer Server-Plattform soll ebenfalls schon in Kürze herauskommen.

Logos diverser Xeon-Reihen
P6 (1998–2003)
NetBurst (alt) (2002–2006)
NetBurst (neu) und Core (alt) (2006–2009)
Core (neu) (2006–2009)

## Namenskonventionen

### Bis Intel-Sandy-Bridge-Mikroarchitektur
Bei den P6-basierten Xeon-Modellen nannte Intel noch alle Modelle schlicht „Pentium II Xeon“, „Pentium III Xeon“ und hängte die jeweilige Taktfrequenz an den Namen. Mit der Einführung der NetBurst-basierten Xeons hießen diese Prozessoren dann aber „Xeon DP“ oder „Xeon MP“, je nachdem, ob sie für Zweiprozessorsysteme („dual processor“) oder für Mehrprozessorsysteme („multi processor“) gedacht waren.
Da sich bei den NetBurst-Xeons mit der Zeit aber eine sehr große Modellvielfalt entwickelte, ging Intel Ende 2005 zu einem Modellnummersystem über:
- Zunächst beschreibt das zweibuchstabige Kürzel „DP“ oder „MP“ den Verwendungszweck des Prozessors.
- Darauf folgt eine vierstellige Modellnummer, die eine grobe Einsortierung der Leistung erlaubt.
  - Die erste Ziffer korreliert mit dem Verwendungszweck: DP-Prozessoren haben hier eine 5, MP-Modelle eine 7.
  - Die zweite Ziffer gibt Auskunft über die Generation, wobei ab 0 gezählt wird. Je höher diese Ziffer, desto neuer ist der Prozessor.
  - Die letzten beiden Ziffern unterscheiden verschieden getaktete oder mit verschiedenen Merkmalen ausgestattete Modelle innerhalb einer Generation. Generell kann man sagen, dass eine höhere Ziffernkombination auf einen leistungsfähigeren Prozessor hindeutet.
- Ein optionaler Buchstabe „M“ oder „N“ kann direkt an die Nummer anschließen, um Modelle mit verschiedenen FSB-Frequenzen zu unterscheiden.
- Zuletzt kann noch das Suffix „LV“ folgen, das Low-Voltage-Prozessoren auszeichnet, die eine geringere TDP als Nicht-LV-Modelle besitzen.

Beispiel: Der „Xeon MP 7140M“ ist für Multi-Prozessor-Systeme gedacht („MP“ und „7“) und stellt in der zweiten MP-Generation („1“) ein relativ leistungsfähiges Modell dar („40“). Der FSB-Takt beträgt 200 MHz („M“).
Dieses System wurde bei der Veröffentlichung der Core-basierten Xeons erweitert. Nun standen auch Xeon-Modelle für Einzelprozessorsysteme („uni processor“) zur Verfügung. Diese erhielten statt „DP“ oder „MP“ das Kürzel „UP“ und als erste Modellnummernziffer die 3.
Recht bald nach der Einführung dieser dritten Generation kam noch ein Buchstabe hinzu, der eine grobe Aussage über die TDP des Prozessors macht. Dieser steht direkt vor der vierstelligen Modellnummer und ersetzt das optionale Suffix „LV“. Es gab zunächst die drei Varianten E, X und L; seitdem die vierte Generation auf dem Markt ist, ist W hinzugekommen.
- „E“ bekommen gewöhnliche Modelle mit durchschnittlicher TDP, im Bereich von 65 bis 90 Watt.
- „X“ erhalten Modelle mit höherer TDP von über 90 Watt. Diese sind oftmals höher getaktet als E-Modelle.
- „W“ haben alle Nehalem-basierten Xeons mit einer besonders hohen TDP von 130 Watt. Sie stellen meist die Spitzenmodelle ihrer Generation.
- „L“ deutet auf Low-Voltage-Prozessoren hin, die eine geringere TDP von unter 65 Watt aufweisen.

Beispiel: Der „Xeon DP X5460“ ist für Zwei-Prozessor-Systeme gedacht („DP“ und „5“), hat eine erhöhte TDP („X“) und stellt in der fünften DP-X-Generation („4“) ein leistungsfähiges Modell dar („60“).

### Ab Intel-Sandy-Bridge-Mikroarchitektur
Das Intel-Marketing führt ein neues Benennungssystem ein, die grundsätzlich 3 Serien unterteilt und bei Xeons mit „E“ beginnt:
- E3: Prozessoren für Einsockelsysteme (Workstations)
- E5: Prozessoren für Einsockelsysteme (Server) oder Mehrsockelsysteme (Server), in der Regel ohne integrierte Grafikeinheit
- E7: Prozessoren: High-End-Prozessoren für Mehrsockelsysteme mit noch mehr CPU-Kernen oder speziellen Funktionen wie Transactional Memory

Die Xeon-Prozessor-Namen haben folgenden Aufbau:
Intel Xeon Processor [E3|E5|E7] -x xxx [ |M|L] [ |v2|v3|v4|v5|v6]
                                   1 222  33333   4444444444444444
mit
1. erste Ziffer:  max. Anzahl der Sockel je System
2. dreistellige Variantennummer:  keine Systematik
3. optionale Suffixe:  für TDP, max. Speicherausbau, ...
4. optionales Suffix für Architektur:  ohne oder v2 bis v6
  - v1: Sandy-Bridge-Mikroarchitektur (ohne Architektur-Suffix)
  - v2: Ivy-Bridge-Mikroarchitektur
  - v3: Haswell-Mikroarchitektur
  - v4: Broadwell-Mikroarchitektur
  - v5: Skylake-Mikroarchitektur
  - v6: Kaby-Lake-Mikroarchitektur

### Ab Xeon Skylake
Ab der Skylake-Generation war marketingmäßig eine weitere Umbenennung überfällig. Man kehrte wieder zu einer ähnlichen
Benennung wie vor Sandy-Bridge zurück:
Für Mehrsockelsysteme:
- Intel Xeon Bronze     xxxx Prozessor
- Intel Xeon Silver     xxxx Prozessor
- Intel Xeon Gold         xxxx Prozessor
- Intel Xeon Platinum xxxx Prozessor

Für Einsockelsysteme:
- Intel Xeon D-xxxx yyy  Prozessor
- Intel Xeon W-xxxxx yyy Prozessor

Für Einsockelsysteme basierend auf Desktop-CPUs:
- Intel® Xeon® E-xxxx yyy  Prozessor

## Technik
Xeon-Prozessoren sind in der Regel Derivate der Desktopprozessoren der jeweiligen Generation, die sich aber in verschiedenen Merkmalen unterscheiden. Wegen ihrer Multiprozessorfähigkeit nutzen insbesondere die DP- und MP-Modelle spezielle Sockel und verfügen meist über wesentlich mehr Cache oder gar über eine weitere Stufe in der Cachehierarchie. Darüber hinaus stellen Xeons oft die Vorreiter für technologische Neuerungen dar, die später auch im Consumermarkt eingeführt werden, wie Hyper-Threading oder Dual-Channel-Speicherzugriff. Um die einzelnen Merkmale zu unterstützen und durch weitere zu ergänzen, müssen Xeons oftmals mit speziellen Chipsätzen betrieben werden.
Xeon-UP-Prozessoren haben allerdings eine Sonderstellung, da sie in der Regel exakt ihren Desktop-Pendants entsprechen. Daher nutzen sie auch dieselben Sockel und bieten dieselben Merkmale.
Seit 2004 enthalten Xeon-Prozessoren auch Intel 64, die Intel-Implementierung der AMD64-Erweiterung. Damit wurden die Xeons 64-bit-fähig, was Konkurrent AMD zuvor schon mit dem Opteron anbieten konnte. Diese Maßnahme torpedierte allerdings das Bestreben Intels, die Xeon-Produktlinie schrittweise durch die IA-64-Prozessoren der Itanium-Reihe zu ersetzen.
Die erweiterte Ausstattung von Xeon-Prozessoren schlägt sich in einem deutlich höheren Preis gegenüber der jeweiligen Desktop-Variante nieder. Ebenfalls sind Xeon-taugliche Hauptplatinen, Kühler, Gehäuse und Netzteile deutlich teurer, da diese auf hohe Betriebs- und Datensicherheit ausgelegt sind.

## Konkurrenz
Neben Intel existiert mit AMD nur noch ein größerer Anbieter von x86-kompatiblen Prozessoren. Allerdings konzentrierte AMD sich lange Zeit auf das Privatkundengeschäft und versuchte erst im Jahr 2001, mit dem Athlon MP ein Konkurrenzprodukt auf dem Server- und Workstation-Markt zu platzieren. Dies scheiterte jedoch und Intel behielt eine Quasi-Monopolstellung in diesem Marktsegment. Erst mit dem Opteron konnte AMD Erfolge feiern und Intel einige Marktanteile abnehmen. Der Xeon ist allerdings noch mit großem Abstand Marktführer für x86-kompatible Server- und Workstationprozessoren, jedoch versucht AMD mit Hilfe der neuen Zen-Architektur, um genau zu sein mit den Epyc- und Threadripper-Prozessoren, in diesem Segment wieder Fuß zu fassen, was auch erfolgreich ist.

## Verwendung für Spiele-Computer
Das Modell E3-1231 v3 der zweiten Haswell Generation erlangte besonders unter Kunden große Beliebtheit, die ihren Computer für Computerspiele nutzen und dafür einen entsprechend leistungsstarken Prozessor brauchen, jedoch keine integrierte Grafikeinheit (IGP), da ohnehin eine dedizierte Grafikkarte verwendet wird. Der große Vorteil des Modells ist, dass er nahezu baugleich mit dem Intel Core i7-4770 ist und daher annähernd die gleiche Leistung liefert, wobei auf die IGP verzichtet wurde, was den Prozessor deutlich günstiger macht.
Mittlerweile wurde Spielern jedoch die Nutzung von XEON E3 v5-Prozessoren auf herkömmlichen Mainboards erschwert: Bei den Chipsätzen Z170, H170, Q170, Q150, B150 und H110 wird beim Start eine Fehlermeldung angezeigt. Nur auf den Server-Chipsätzen C232 und C236 treten die Probleme nicht auf. Die Vorgängergeneration XEON E3 v3 war von dem Problem nicht betroffen.